# Вулька-Гурська
Вулька-Гурська (пол. Wólka Górska) — село в Польщі, у гміні Яблонна Легьоновського повіту Мазовецького воєводства.
Населення — 64 особи (2011).
У 1975-1998 роках село належало до Варшавського воєводства.

## Демографія
Демографічна структура станом на 31 березня 2011 року:
|          | Загалом | Допрацездатний вік | Працездатний вік | Постпрацездатний вік |
| -------- | ------- | ------------------ | ---------------- | -------------------- |
| Чоловіки | 29      | 4                  | 23               | 2                    |
| Жінки    | 35      | 8                  | 22               | 5                    |
| Разом    | 64      | 12                 | 45               | 7                    |